# Свети Илия (Субашкьой)
„Свети пророк Илия“ (на гръцки: Προφήτη Ηλία) е православна църква в сярското село Субашкьой (Нео Сули), Гърция, част от Сярската и Нигритска епархия. Църквата е енорийски храм на селото.

## История
Църквата е построена източно от селото в 1900 година, според данните на Гавриил Кундиадис. В църковната кондика на селото в 1863 година е спомената местността „баир на Пророк Илия“, което показва, че вероятно на мястото и преди това е съществувала църква. В 1907 година на хълма с османски части се сражава четата на капитан Стратис Адрамитиотис. Църквата е изписана.